# Pierre Leboucher
Pierre Leboucher (Nantes, 9 de noviembre de 1980) es un deportista francés que compitió en vela en la clase 470 y en vela de crucero.
Ganó dos medallas de plata en el Campeonato Mundial de 470, en los años 2012 y 2013, y una medalla de bronce en el Campeonato Europeo de 470 de 2006. Además, obtuvo una medalla de bronce en el Campeonato Europeo de Vela en Alta Mar Mixto de 2019.
Participó en los Juegos Olímpicos de Londres 2012, ocupando el séptimo lugar en la clase 470.

## Palmarés internacional
| Campeonato Mundial | Campeonato Mundial     | Campeonato Mundial | Campeonato Mundial |
| Año                | Lugar                  | Medalla            | Clase              |
| ------------------ | ---------------------- | ------------------ | ------------------ |
| 2012               | Barcelona (España)     | Medalla de plata   | 470                |
| 2013               | La Rochelle (Francia)  | Medalla de plata   | 470                |
| Campeonato Europeo |                        |                    |                    |
| Año                | Lugar                  | Medalla            | Clase              |
| 2006               | Balatonfüred (Hungría) | Medalla de bronce  | 470                |

| Campeonato Europeo | Campeonato Europeo | Campeonato Europeo | Campeonato Europeo |
| Año                | Lugar              | Medalla            | Clase              |
| ------------------ | ------------------ | ------------------ | ------------------ |
| 2019               | Venecia (Italia)   | Medalla de bronce  | Doble mixto        |